# Gildehauser Venn
Das Gildehauser Venn ist ein Moor- und Heidegebiet (niederdeutsch: Fenn) im Grenzraum der Grafschaft Bentheim (Niedersachsen), Nordrhein-Westfalen und den Niederlanden. Es liegt im Stadtgebiet von  Bad Bentheim zwischen Gildehaus und Gronau. Das Gildehauser Venn gilt als eines der naturkundlich wertvollsten Feuchtgebiete Nordwestdeutschlands. Das Gildehauser Venn ist 740 Hektar (ha) groß. Teilflächen des Venns wurde bereits im Mai 1938 als Naturschutzgebiet (NSG) ausgewiesen. 1985 wurde das NSG in seiner heutigen Größe von 650 ha ausgewiesen. Die Kernzone des NSG, in dem vollkommenes Nutzungsverbot besteht, ist 350 ha groß. Dieses Naturschutzgebiet ist Großteils Bestandteil des FFH-Gebietes Gildehauser Venn mit 611,4 ha Größe. 1995 wurde ein Pflege- und Entwicklungsplan Gildehauser Venn erstellt. Zuständig als untere Naturschutzbehörde ist der Landkreis Grafschaft Bentheim.
Im Kreis Borken schließt im Stadtgebiet Gronau direkt das Naturschutzgebiet Rüenberger Venn mit 64 ha Fläche an und im Gemeindegebiet Ochtrup das Naturschutzgebiet Tütenvenn mit 179,42 ha Fläche an.

## Gebietsbeschreibung
Beim Gildehauser Venn handelt es sich um ein vielgestaltiges Moor- und Heidegebiet. Das Gebiet ist durchzogen von flachen, lang gestreckten Dünenrücken. Die feuchten Moorheiden werden von Glocken-Heide dominiert und sind teilweise mit Schilfrohr und Moorlilienbeständen durchsetzt. Auf den trockenen Dünenrücken befinden sich hauptsächlich Sandheiden.

## Vogelarten im  Venn
Das Gildehauser Venn ist ein bedeutender Lebensraum für Wiesenvögel. Im NSG brüten Arten wie Neuntöter, Kiebitz, Großer Brachvogel und Bekassine. Da die Bedingungen im Venn im Laufe der Jahre immer schlechter wurden brüten Arten wie Schwarzkehlchen, Wiesenpieper, Steinkauz, Wachtel, Uferschnepfe, Rotschenkel und Austernfischer nicht mehr im Gebiet.

## Schutzbestimmungen
Zum Schutz des NSG Gildehauser Venn wurden verschieden spezielle Schutzbestimmungen erlassen. Die Kernzonen des NSG dürfen außerhalb der in der Örtlichkeit gekennzeichneten Wege nicht betreten oder befahren werden. Im gesamten Naturschutzgebiet ist außerdem verboten Grünland dauerhaft in Ackerland umzuwandeln und Drainagen anzulegen. In den Kernzonen und der Pufferzone II ist außerdem verboten Grünland vor dem 01.06. eines jeden Jahres zu mähen. In den Kernzonen ist außerdem verboten Gülle ganzjährig einzubringen, chemische Pflanzenbehandlungsmittel anzuwenden und in der Zeit vom 15.10. bis zum 30.11. auf Niederwild, mit Ausnahme von Rehwild und Raubwild, zu jagen. In der Pufferzone II ist außerdem verboten, auf Grünland in der Zeit vom 20.03. bis zum 01.06. Gülle einzubringen.

## Großbrände 1996 und 2014
Nach einem Großbrand wurden vom 22. April bis 26. April 1996 weite Teile des Venns zerstört. Die Natur hat sich allerdings sehr schnell erholt. Erneut trat ein Großbrand 18 Jahre später im März 2014 auf, der sich oberflächlich auf bis zu 150 Hektar ausdehnte, aber innerhalb von 16 Stunden gelöscht werden konnte.

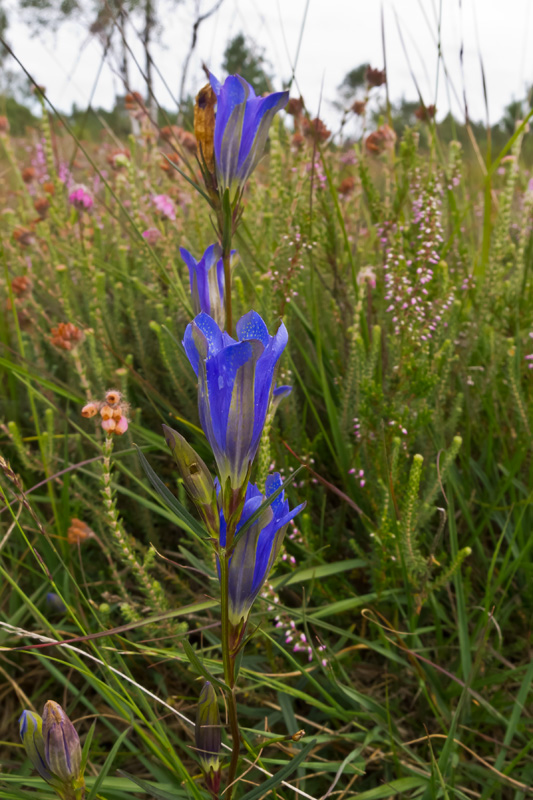
Lungen-Enzian im Gildehauser Venn
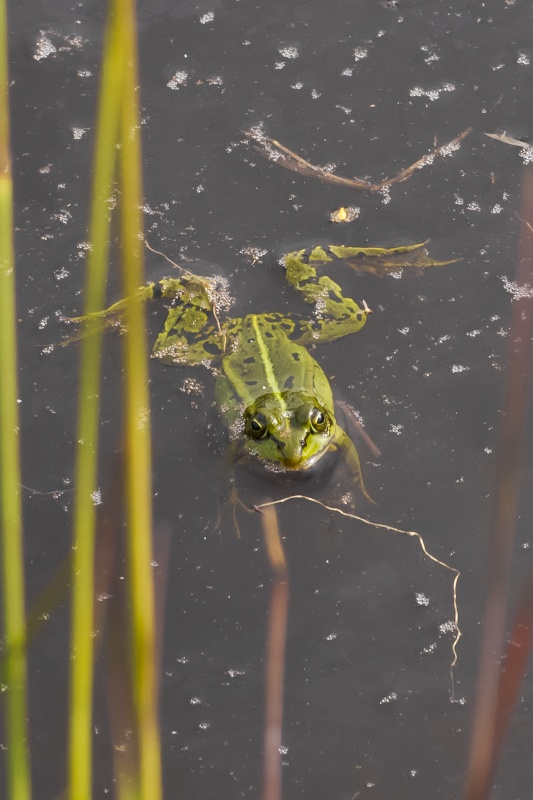
Frosch im Gildehauser Venn
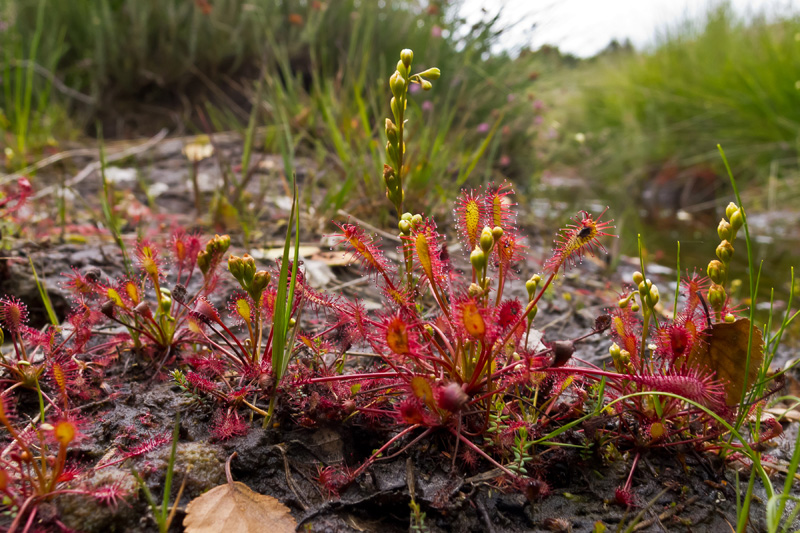
Sonnentau im Gildehauser Venn